# Херманс, Бен
Бен Херманс (англ. Ben Hermans, род. 8 июня 1986 в Хасселте, Фламандрия, Бельгия) — бельгийский профессиональный шоссейный велогонщик, выступающий за израильскую проконтинентальную команду «Israel Cycling Academy». Главными достижениями являются победы на бельгийской классике Брабантсе Пейл 2015 года и на Туре Омана 2017.

## Достижения
2006
2-й Ронд де л'Изард
2008
1-й Гран-при де Марбрье
1-й Кольцо Валлонии
2009
2-й Гран-при Аргау
1-й  Молодёжная классификация Неделя Ломбардии
2010
1-й — Этап 5 Тур Бельгии
2011
1-й Трофео Инка
2-й Чемпионат Бельгии в индивид. гонке
3-й Тур Валлонии
3-й Гран-при Пино Черами
8-й Амстел Голд Рейс
9-й Энеко Тур
2012
2-й Чемпионат Бельгии в индивид. гонке
2013
5-й Тур Даун Андер
2014
7-й Гран-при Плуэ
2015
1-й Брабантсе Пейл
2-й Тур Австрии
3-й Тур Польши
1-й — Этап 3 Арктическая гонка Норвегии
1-й — Этап 3 Тур Йоркшира
2016
2-й Вуэльта Бургоса
3-й Чемпионат Бельгии в индивид. гонке
2017
1-й  Тур Омана
1-й — Этапы 2 и 5
1-й — Этап 2 (КГ) Вуэльта Каталонии
2-й Вуэльта Валенсии
1-й — Этап 1 (КГ)
3-й Чемпионат Бельгии в индивид. гонке
5-й Тур Гуанси
2018
1-й  Тур Австрии
1-й — Этап 3
2-й Тур Юты
2019
3-й Вольта Лимбург Классик

## Статистика выступлений

### Гранд-туры
| Гонка           | 2012 | 2013 | 2014 | 2015 | 2016 | 2017 | 2018 |
| --------------- | ---- | ---- | ---- | ---- | ---- | ---- | ---- |
| Джиро д'Италия  | 73   | —    | 72   | —    | —    | НФ   | 45   |
| Тур де Франс    | —    | —    | —    | —    | —    | —    | —    |
| Вуэльта Испании | —    | 61   | —    | —    | 14   | —    | —    |